# Jacques Bourdon (professeur)
Pour les articles homonymes, voir Jacques Bourdon.
 (juillet 2023).
Jacques Bourdon, né le 18 janvier 1946 à Florac (Lozère) et mort le 30 octobre 2015 à Marseille ,,, est un juriste et un universitaire français, spécialiste du droit public, professeur de droit, qui, outre ses charges d'enseignement, fut doyen de faculté et président d'université.

## Biographie

### Vie familiale et jeunesse
Jacques Bourdon est né le 18 janvier 1946 à Florac (Lozère), dans une famille protestante des Cévennes. Ses parents étaient instituteurs. Ses grands-parents paternels, Henriette et Joseph Bourdon, furent honorés par Israël du titre de « Justes parmi les nations » pour avoir sauvé des Juifs persécutés pendant la Seconde guerre mondiale.
Marié, il est père de trois enfants.
Il est décrit par ses collègues et étudiants comme "un homme alliant, en une parfaite alchimie, rigueur, intégrité et profonde humanité" (Rostane Medhi, directeur de l'IEP d’Aix-en-Provence en 2015 ,), un « travailleur acharné », « grand défenseur du service public », « un homme d'écoute, profondément humain (…) un homme de bien »  (Gilbert PEIFFER, prédécesseur de J.Bourdon  à la présidence de l’université Aix-Marseille III ), un professeur enseignant le "goût de la discipline intellectuelle, la sobriété dans la rédaction et enfin l'exigence de la clarté du raisonnement" .
Il décède le 30 octobre 2015 à Marseille.

### Études de droit
Jacques Bourdon intègre la faculté de droit et de science politique de l’université de droit, d’économie et des sciences sociales d’Aix-Marseille III.
Il est diplômé de l'Institut d'études politiques d'Aix-en-Provence, docteur en droit, agrégé des facultés de droit.
Devenu assistant à la faculté de droit, il soutient en 1976 une thèse pour le doctorat d’état en droit, intitulée « Administration et monde rural »., sous la présidence de Charles Debbasch avec lequel il collaborera dans la rédaction de plusieurs ouvrages.

### Parcours professionnel
Jacques Bourdon commence sa carrière en qualité d’assistant de la faculté de droit et des sciences politiques d’Aix-Marseille (1972/1977), puis comme maître assistant dans cette même faculté (1977/1982).
Il est ensuite nommé à Corte (Haute-Corse) comme professeur à l’Université de Corse-Pascal Paoli (1981/1983), récemment réouverte le 26 octobre 1981 et présidée par Jacques Brighelli.
Puis il est nommé professeur à l’Université d’Aix-Marseille III. Il est élu doyen de la faculté de droit.
Succédant au professeur Yves Daudet, il occupe le poste de directeur de l''Institut d'études politiques d'Aix-en-Provence (« Science-Po Aix ») de 1984 au 1er septembre 1996 .
Professeur des universités, spécialisé en droit public, Jacques Bourdon a dirigé 9 thèses, a été membre de 4 jurys de thèses, et présidé 5 jurys de thèses ,. Il a participé à de nombreux colloques (pour exemple : Dix ans de la fonction publique territoriale, 4ème colloque national décentralisé de droit public, 7 et 8 décembre 1994 ; actes publiés par le CNFPT et l’AFAC).
Sous son mandat, en 1989, Sciences Po Aix obtient le statut d’établissement public à caractère administratif, et se trouve doté de la personnalité juridique, devenant autonome comme l’ensemble des IEP (excepté Strasbourg qui a conservé le statut de composante de l’Université de Strasbourg). Jacques Bourdon est confirmé comme directeur de l'établissement par arrêté du ministre de l’éducation nationale .
En 1996, en collaboration avec Robert Fouchet et Jean-Rodolphe Lopez, il crée également l’Institut Universitaire Professionnalisé (IUP) où sont délivrés DEUG, licence et Maîtrise en Management Public. En 2004, l’IUP devient une Unité de Formation et de Recherche à part entière : l’Institut de Management Public et Gouvernance Territoriale (IMPGT), au sein de l’Université Paul Cézanne (Aix-Marseille III). C’est aujourd’hui la seule unité de formation et de recherche en management public en France .
En 1998 il participe à la création de la Revue générale des collectivités territoriales (RGCT) dont il devient l’un des deux directeurs de rédaction, et auquel il participera par plusieurs articles de doctrine. Dans le cadre de la direction de la RGCT, il organise et ouvre le colloque, « Prospective et décentralisation – régionalisation, proximité, subsidiarité : les nouveaux défis de la décentralisation », les 4 et 5 octobre 2001 (actes publiés dans RGCT n°19, septembre-octobre 2001). La revue cesse de paraître en 2016.
Il préside l'université d'économie, de droit et de sciences d’Aix-Marseille III-Paul Cézanne de 2000 à 2005. À ce poste, il s'attache à lier la faculté aux autres universités étrangères, et de la rapprocher du milieu économique local (STMicroelectronics ou Atmel).
Attentif aux conditions de travail des étudiants et à la participation de leurs représentants à la gouvernance de l'université, il instaure, à l'occasion d'une réforme des statuts de l'établissement, en septembre 2001, le premier poste de vice-président étudiant de l'histoire de cette université.
Le 4 octobre 2003 il est membre du conseil d’administration provisoire de l’Ecole généraliste d’ingénieurs de Marseille .
À la suite de son mandat de président de l’université, il est nommé conseiller au ministère de l’Enseignement supérieur et de la recherche pour conduire l’expertise des plans quadriennaux préparés par les universités de l’Ouest de la France.
Parallèlement à ces nouvelles fonctions il apporte son expérience en intégrant de nombreux organismes de réflexion et de gestion liés à l’Education nationale.
À partir de 2005 il préside à Marseille l’incubateur inter-universitaire Impulse.
En 2006 il est nommé membre de l’instance nationale chargée de l’avancement spécifique des enseignants-chercheurs.
En 2007 il est membre de la commission nationale d’évaluation de la formation des maîtres .
En 2008 il est nommé comme membre suppléant du conseil d'administration de l'Institut de recherche pour le développement (IRD) représentant du ministre chargé de l'enseignement supérieur .
En 2010 il est  membre de l'instance nationale chargée de la procédure spécifique d'avancement de grade des enseignants-chercheurs (Collège des professeurs des universités) .
Il est membre du conseil scientifique de la Revue de la recherche juridique (RRJ, publiée aux Presses universitaires d'Aix-Marseille) .
Le 16 mai 2014 il est nommé représentant du ministre chargé de la recherche au conseil d’administration du Centre d’études de l’emploi .
Le 25 septembre 2015 il anime une table ronde à un colloque consacré à La mutualisation des services (Vitrolles) [La mutualisation des services (cnfpt.fr) ].

## Décorations
En 2006 il est nommé Chevalier dans l’ordre national du mérite .

## Ouvrages

### Auteur et collaborateur
- Jacques Bourdon, Le Personnel communal, Berger-Levrault, L'Administration nouvelle, 1ère édition 1974,
- Charles Debbasch, Yves Daudet, Jacques Bourdon, Jean-Marie Pontier et Jean-Claude Ricci, Lexique de termes politiques, Ed.Dalloz, 1ère édition 1974 (puis Lexique de politique)
- Jacques Bourdon, Charles Debbasch, Jean-Marie Pontier et Jean-Claude Ricci, Institutions et droit administratifs, Presses universitaires de France, Thémis, 1ère édition 1980,
- Jacques Bourdon, Jean-Marie Pontier et Jean-Claude Ricci, Droit constitutionnel et institutions politiques : Les Institutions étrangères, Éditions scientifiques et juridiques, 1980, Droit constitutionnel et institutions politiques, 384 p.
- Jacques Bourdon, Administration et monde rural, Librairie générale de droit et de jurisprudence, 1980, 1ère éd.
- Jacques Bourdon, Charles Debbasch, Jean-Claude Ricci et Jean-Marie Pontier, Droit constitutionnel et institutions politiques, Économica, 1980, 1ère éd.
- Jacques Bourdon, Charles Debbasch, Jean-Marie Pontier et Jean-Claude Ricci, Droit administratif des biens, Presses Universitaires de France, Thémis, 1ère édition 1982
- Jacques Bourdon, Les moyens en personnel de l'action administrative, Centre de Formation des Personnels Communaux, 1984, 107 p.
- Charles Debbasch, Jacques Bourdon, Jean-Marie Pontier et Jean-Claude Ricci, La cinquième république, Economica, 1985, 1ère éd.
- Jacques Bourdon et Charles Debbasch, Les associations, Presses universitaires de France, Que sais-je ?, 1985, 1ère éd.
- Jacques Bourdon, Jean-Marie Pontier et Jean-Claude Ricci, Droit des collectivités territoriales, Presses universitaires de France, Thémis, 1ère édition 1987
- Jacques Bourdon, Les moyens en personnel des collectivités territoriales, CFPC, Centre de Formation des Personnels Communaux, CNFPT, 1988, 5e éd.
- Jacques Bourdon, Jean-Marie Pontier et Jean-Claude Ricci, Droit de la culture, Ed.Dalloz, Précis Dalloz, 1ère édition 1990
- Jacques Bourdon et Jean-Marie Pontier, Le conseil général, Presses universitaires de France, Que sais-je ?, 1992, 1ère éd.
- Jacques Bourdon, Robert Fouchet, Jean-Rodolphe Lopez et Sophie Lamouroux (dir.), Cas en management public, Éditions EMS, Management & société, 2012, Études de cas, 263 p.
- Jacques Bourdon (dir.), Sarah Ivanovitch, Sapeur-pompier volontaire : un statut rénové, Éd. du Papyrus, 2013, Pompiers-Sécurité civile, 216 p.
- Le statut général des fonctionnaires : trente ans, et après ? Charles Fortier, Boris Barraud et 2 autres auteurs - 2014

### Préfacier
- La notation des fonctionnaires communaux, Jany Fauris ; préface de Jacques Bourdon, Ed. Économica , 1986
- La déontologie administrative / François Chambon, Olivier Gaspon ; préface de Jacques Bourdon / Paris : LGDJ , 1997, cop. 1996
- La protection fonctionnelle des agents publics : violence... agression... plainte de tiers... / par Dominique Bernard, ... ; préf. de Jacques Bourdon, ... / Voiron : Ed. de La Lettre du cadre territorial , 1997
- Recueil de jurisprudence applicable aux agents territoriaux, collectif, préface de Jacques Bourdon, La documentation française, 1998
- Manuel théorique et pratique d'évaluation des bibliothèques et centres documentaires / par Thierry Giappiconi ; préface de Jacques Bourdon / Paris : Electre , DL 2001
- Le guide du contentieux des élections locales / par Patrick-Gilbert Francoz ; préface Jacques Bourdon / Voiron : La Lettre du cadre territorial
- La pratique administrative dans la fonction publique, Louis-Henri Courcelle ; préf. de Jacques Bourdon, LITEC , 2e éd. 1988
- La pratique administrative dans la fonction publique Texte imprimé ; préf. de Jacques Bourdon,... / Louis-Henri Courcelle / Paris LITEC 1988 63-Marsat Impr. La Source d'or

### Articles
Jacques Bourdon, « Entre unité et unification du droit de la fonction publique », AJFP. Actualité juridique. Fonctions publiques, N° 5, 2010, p. 225
Jacques Bourdon, « De la réforme des concours d'accès à la fonction publique », AJFP. Actualité juridique. Fonctions publiques, N° 3, 2008, p. 113
Jacques Bourdon, « La nouvelle réforme des institutions de la fonction publique territoriale, un acte manqué ? », L'Actualité juridique. Droit administratif, N° 10, 2007, p. 529
Jacques Bourdon, « Vers une banalisation du droit de la fonction publique ? », AJFP. Actualité juridique. Fonctions publiques, N° 6, 2005, p. 284
Jacques Bourdon, « La fonction publique territoriale, 20 ans d'évolution permanente », L'Actualité juridique. Droit administratif, N° 3, 2004, p. 121
Jacques Bourdon, « La rémunération au mérite ou faire du neuf avec du vieux », AJFP. Actualité juridique. Fonctions publiques, N° 3, 2004, p. 113
Jacques Bourdon, « La protection fonctionnelle de l'agent public », AJFP. Actualité juridique. Fonctions publiques, N° 4, 1996, p. 21
Jacques Bourdon, « Fonction publique territoriale : la loi n° 94-1134 du 27 décembre 1994 », L'Actualité juridique. Droit administratif, N° 3, 1995, p. 171
Jacques Bourdon, « La formation des élus locaux », Revue française de droit administratif, N° 6, 1992, p. 959
Jacques Bourdon, « Caractères d'une fonction publique locale », L'Actualité juridique. Droit administratif, 1992, p. 50
L’annulation d’un contrat de recrutement sur demande d’un tiers, RGCT n°4, mars-avril 1999, p.171
Ressources humaines, revue de jurisprudence, RGCt n°5, mai-juin 1999, p.258
Le préfet, le juge et la fixation du périmètre d’un EPCI, RGCT n°8, novembre-décembre 1999, p.483
La communauté d’agglomération, nouveau visage de l’intercommunalité, RGCT 2000, n°9, P.10
La condition du fonctionnaire territorial pris en charge par le CNPT ou un centre de gestion, RGCT n°13, septembre-octobre 2000, p.464
Emploi fonctionnel et avancement de grade, RGCT n° 17, mai-juin 2001, p.841
Les recours contre la sanction disciplinaire, RGCT n°18, juillet-août 2001, p.927
Prospective et décentralisation, RGCT n°19, septembre-octobre 2001, p.984
La parité limitée, RGCT 2002 n°23, mai-juin 2002, p. 253
Le corps électoral des comités techniques paritaires, RGCT n°24, juillet-août 2002, p. 333
La prise en charge du fonctionnaire territorial, RGCT n°30, juillet-août 2003, p.807
Droit communautaire et fonction publique territoriale, RGCT n°35, juillet-août 2005, p.285
Fonction publique territoriale et plan d’urgence pour l’emploi, RGCT n°36, septembre-octobre 2005, p.349